# Тахсин Язъджъ
Тахсин Язъджъ (на турски: Tahsin Yazıcı) е османски офицер и турски генерал, по-късно и политик.

## Биография
Роден е през 1892 г. в град Битоля, тогава в Османската империя в семейство на Али бей и Ганимет ханъм. На 1 ноември 1909 г. се записва в Османската военна академия, която завършва на 1 март 1912 г. Участва в Първата световна война в битката при Галиполи, където се издига до лейтенант на 1 март 1916 г. Участва в Турската война за независимост и от 10 октомври 1920 г. е капитан. През 1925 г. взема участие в потушаването на бунта на кюрдския шейх Саид. През 1929 г. се жени за Незахат Ханъм, а през 1931 г. му се ражда сина Ахмед Бали. През 1927 г. след като учи във Франция става учител в кавалерийската школа и от 30 август 1931 г. е майор от турската армия. През 1935 г. е назначен за командир на танков батальон, първият по това време в Турция. През 1937 отново се завръща в кавалерийското училище и на 30 август 1938 г. става подполковник, а на 30 август 1943 и полковник.
Язъджъ командва турска бригада по време на Корейската война. Бригадата му спасява американци в битката при Кунури. Отначало бригадата му е резерва на осма американска армия, но разпада на фронта по време на масивната китайска атака от 26 ноември 1950 г. го изпраща в битка. През 1952 г. се пенсионира от армията и от 1954 е депутат в Събранието на Република Турция от Демократическата партия. През 1960 г. след военен преврат в Турция е репресиран и вкаран в затвора, където прекарва 5 години.